# エドウィン・グリズウォルド・ノース

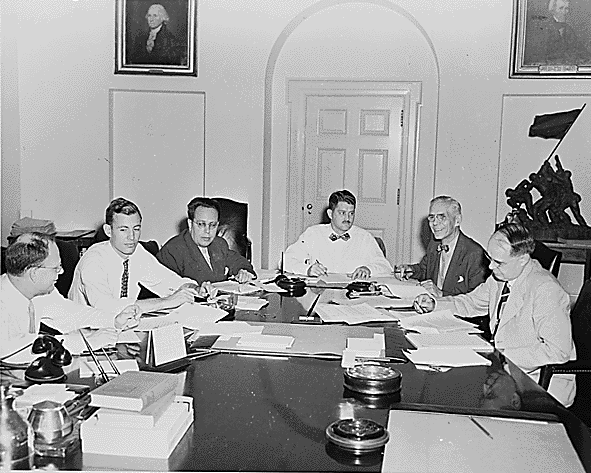
エドウィン・グリスウォルド・ノース（右から2番目）。大統領経済諮問委員会の会議にて

エドウィン・グリスウォルド・ノース (Edwin Griswold Nourse、1883年5月20日 - 1974年4月7日) は、アメリカ合衆国の経済学者である。

## 生涯
ニューヨーク州ロックポートにて、エドウィン・ヘンリー・ノース (Edwin Henry Nourse)と妻ハリアット (Harriet A. Beaman) との間に出生した。1906年にコーネル大学を卒業。1915年にはシカゴ大学を卒業し、経済学と社会学の博士号を取得した。
サウスダコタ大学やアーカンソー大学、アイオワ州立大学で教鞭をとったのち、米国芸術科学協会 (American Academy of Arts and Sciences) 特別会員（1934年）、米国経済連合会 (American Economic Association) 会長（1942年）、米国農業経済連合会 (American Agricultural Economics Association) 特別会員（1957年）などを歴任した。
1946年から1949年にかけて、大統領経済諮問委員会の委員長を務めた。